# Careiro da Várzea
Careiro da Várzea è un comune del Brasile nello Stato dell'Amazonas, parte della mesoregione di Centro Amazonense e della microregione di Manaus.